# Мюнхвілен (Тургау)
Мюнхвілен (нім. Münchwilen TG) — громада  в Швейцарії в кантоні Тургау, округ Мюнхвілен.

## Географія
Громада розташована на відстані близько 135 км на північний схід від Берна, 11 км на південний схід від Фрауенфельда.
Мюнхвілен має площу 7,8 км², з яких на 25,5% дозволяється будівництво (житлове та будівництво доріг), 63,3% використовуються в сільськогосподарських цілях, 10,5% зайнято лісами, 0,8% не є продуктивними (річки, льодовики або гори).

## Демографія
2019 року в громаді мешкало 5680 осіб (+18,4% порівняно з 2010 роком), іноземців було 21%. Густота населення становила 727 осіб/км².
За віковим діапазоном населення розподілялося таким чином: 22,6% — особи молодші 20 років, 62% — особи у віці 20—64 років, 15,4% — особи у віці 65 років та старші. Було 2375 помешкань (у середньому 2,4 особи в помешканні).
Із загальної кількості 2614 працюючих 79 було зайнятих в первинному секторі, 1032 — в обробній промисловості, 1503 — в галузі послуг.